# Грай, моя сопілочко
«Грай, моя сопілочко» - радянський анімаційний мультфільм 1974 року Творчого об'єднання художньої мультиплікації студії Київнаукфільм, режисер - Єфрем Пружанський.

## Сюжет
Про те, як часто дорослі неуважні до дитячого таланту, і дитина, невпевнена у собі, починає втрачати найголовніше - покликання.

## Над фільмом працювали
- Автор сценарію: Жанна Вітензон;
- Режисер: Єфрем Пружанський;
- Художник-постановник: Микола Чурилов;
- Оператор: Анатолій Гаврилов;
- Композитор: Мирослав Скорик;
- Звукооператор: Лев Рязанцев;
- Редактор: Світлана Куценко;
- Художники-мультиплікатори: Олександр Лавров, Ельвіра Перетятько, Єфрем Пружанський, Вікторія Ємельянова, Микола Бондар;
- Асистенти: О. Криворотенько, О. Касьяненько, С. Тесленко, Юна Срібницька, Ірина Сергєєва;
- Директор картини: Іван Мазепа.

### Ролі озвучили
- Людмила Ігнатенко,
- Юрій Самсонов,
- Володимир Коршун,
- Людмила Козуб.